# Olena Petrova
Olena Petrova, född den 24 september 1972 i Moskva i Ryska SFSR i Sovjetunionen, är en ukrainsk skidskytt som inledde sin karriär 1989.
Petrova vann en världscuptävling, en masstartstävling i Ruhpolding 1999. Hon deltog i fyra olympiska spel med en silvermedalj från distansloppet 1998 som främsta merit, slagen endast av bulgariskan Ekaterina Dafovska. Hennes bästa resultat i övrigt var två femteplatser, båda i stafett.
I VM debuterade Petrova 1993 då hon ingick i det ukrainska stafettlaget. Totalt genom åren vann hon sju medaljer, varav fyra i stafett. Individuellt utgör andraplatserna vid VM 2003 i sprint och vid VM 1999 i masstart hennes bästa resultat.